# Амфора (водорость)
Амфора (Amphora) — один із основних родів морських і прісноводних діатомових водоростей. Маючи понад 1000 видів, це один із найбільших родів діатомових водоростей. 

## Галерея

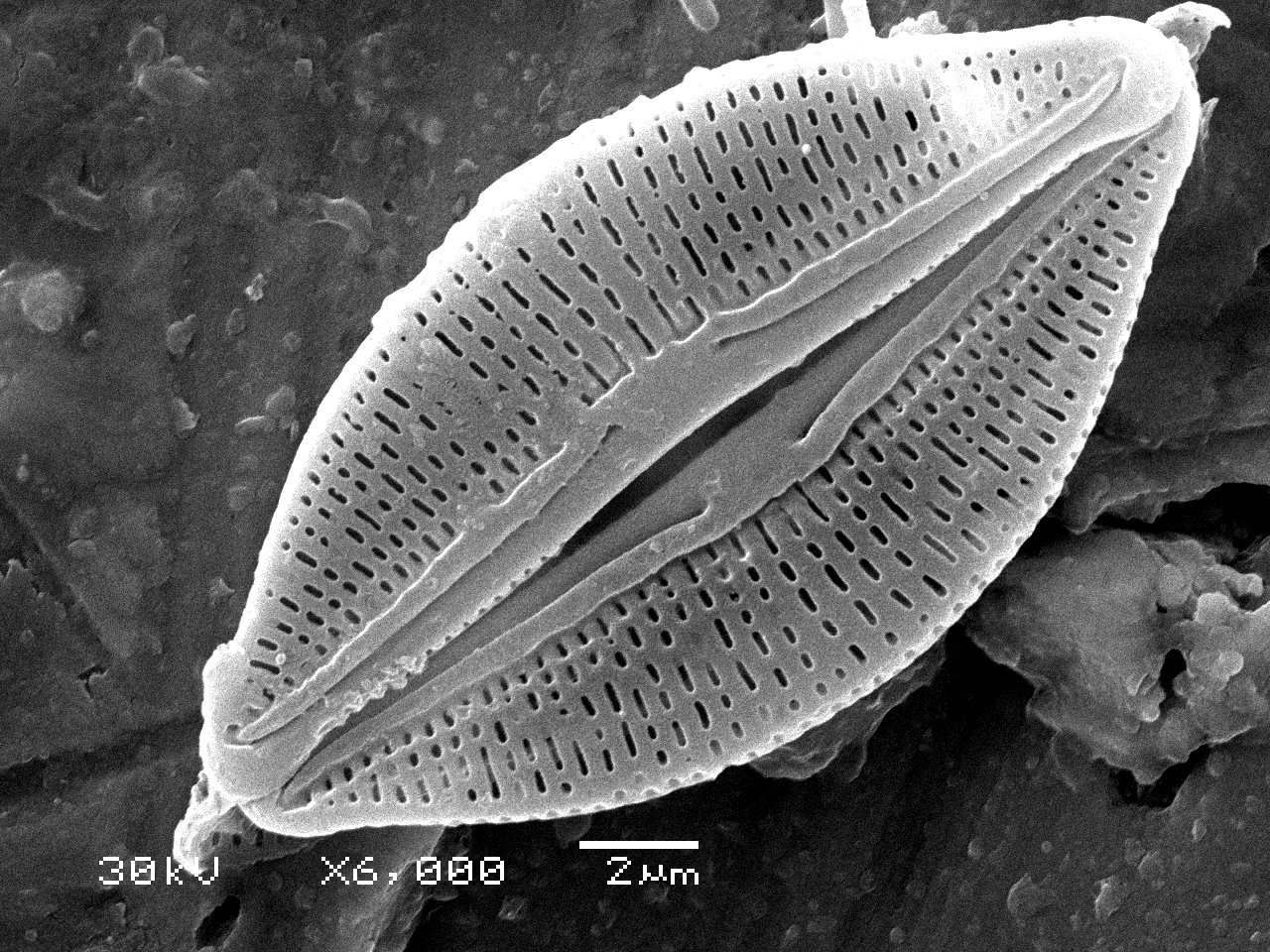
Клітинна стінка виду Amphora, що складається з двох стулок або половин, що перекриваються
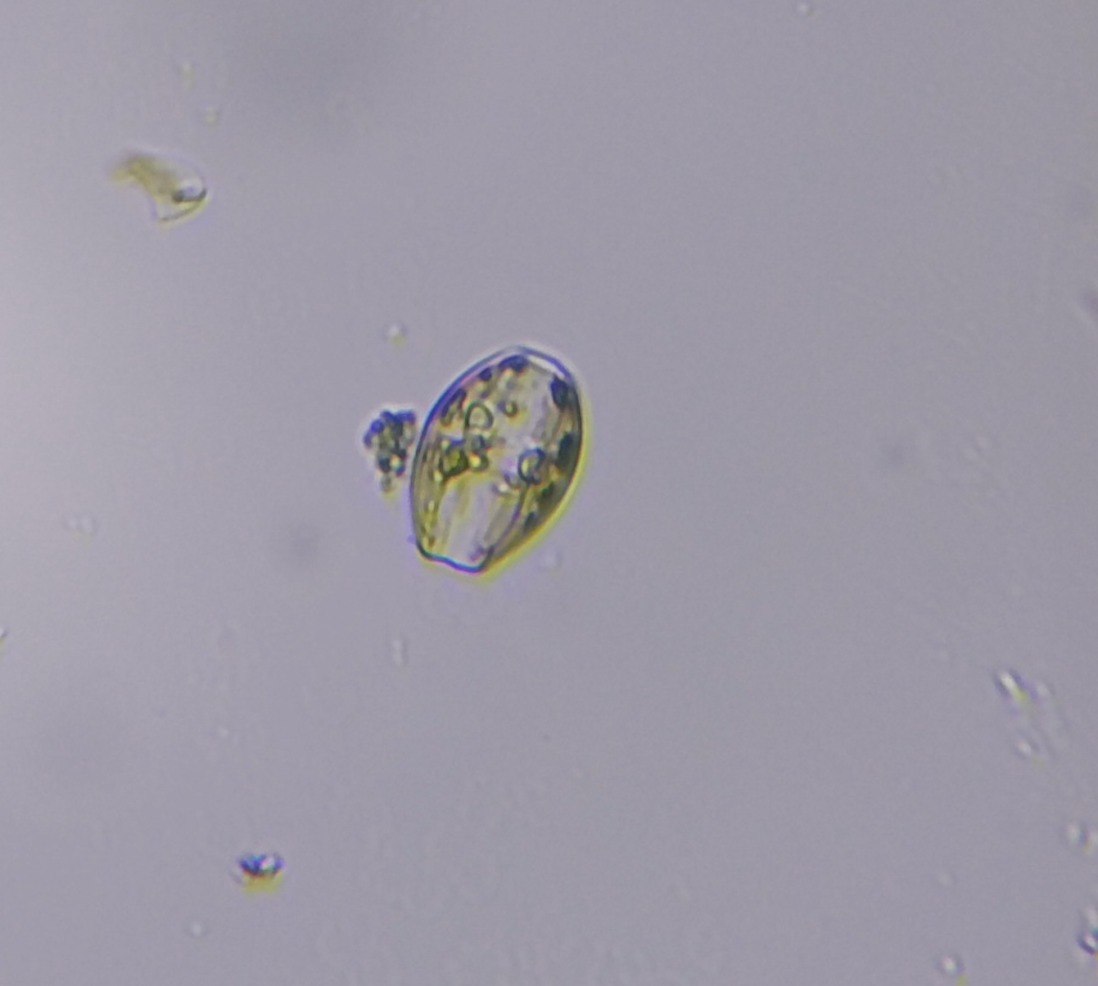